# KNVB Beker 1981/82
De 64ste editie van de KNVB Beker kende AZ'67 als winnaar. Het was de tweede keer op rij dat de club de beker in ontvangst nam en de derde keer in totaal. AZ versloeg FC Utrecht in de finale.

## Eerste ronde
| Datum            | Wedstrijd                      | Uitslag                    | Scoreverloop |
| ---------------- | ------------------------------ | -------------------------- | --- |
| 5 september 1981 | SC Amersfoort – FC Wageningen  | 1 – 0 n.v.                 | 103' Rik van den Boog 1-0 |
| 5 september 1981 | FC Amsterdam – DOSK            | 6 – 3 n.v. (2 – 2) (1 – 2) | 5' Henk Nieuwenhuis 0-1, 20' Frans Zelle 0-2, 30' John Weijers 1-2, 76' Jan Royé jr. 2-2, 104' John Weijers 3-2, 105' Frans Zelle 3-3, 106' Eef Heijt 4-3, 117' Eef Heijt 5-3, 118' Philip uit den Boogaard 6-3 |
| 5 september 1981 | Eindhoven – FC Volendam        | 0 – 1 (0 – 0)              | 71' Jaap (Suikere) Jonk 0-1 |
| 5 september 1981 | sc Heerenveen – ACV            | 3 – 2 (2 – 2)              | 8' Uiltje (Koko) Hoekstra 1-0, 14' Dirk Visser 2-0, 15' Chris Visscher 2-1, 33' Jan Smid 2-2, 74' Bert Gotink 3-2                                                                                               |
| 5 september 1981 | RBC – SC Heracles '74          | 1 – 3 (1 – 1)              | 51' Hannes Lalopua 0-1, 45' Leo Wesel 1-1, 72' Han Unaola 1-2, 87' Han Unaola 1-3 |
| 5 september 1981 | SVV – SC Cambuur               | 3 – 4 (2 – 2)              | 6' Johan Versluis 1-0, 15' Mark Payne 1-1, 22' Mark Payne 1-2, 32' Richard Dercks 2-2, 60' Foeke Booy 2-3, 71' Richard Dercks 3-3, 85' Dick Bults 3-4                                                           |
| 5 september 1981 | Telstar – RKC                  | 6 – 2 (3 – 1)              | 24' Albert Bruurmijn (e.d.) 1-0, 29' Ton Kamphues 2-0, 32' Floor Buma 3-0, 42' Dolf Timmermans 3-1, 68' André Wetzel 4-1, 80' Joy St Jago 5-1, 83' Henk ten Cate 6-1, 86' Ad van Bladel 6-2                     |
| 5 september 1981 | De Treffers – FC Den Bosch '67 | 1 – 5 (0 – 2)              | 24' Wim van der Horst 0-1, 29' Chris van den Akker (e.d.) 0-2, 64' Wim van der Steene 0-3, 65' Wessel van den Bosch 0-4, 68' Wim van der Steene 0-5, 87' Henk Thijssen 1-5                                      |
| 5 september 1981 | SC Veendam – Noordwijk         | 2 – 0 (0 – 0)              | 78' Rudy Metz 1-0, 86' Henk Schoonbeek 2-0 |
| 5 september 1981 | Vitesse – Helmond Sport        | 2 – 0 (1 – 0)              | 33' Dick Schneider (pen) 1-0, 89' Jurrie Koolhof 2-0 |
| 5 september 1981 | FC VVV – Caesar                | 1 – 0 (1 – 0)              | 17' John Taihuttu 1-0 |
| 6 september 1981 | Appingedam – Excelsior         | 1 – 6 (0 – 4)              | 17' Henk van Goozen 0-1, 19' Makkie Nijssen 0-2, 31' Eddy Ridderhof (pen) 0-3, 33' Eddy Ridderhof (pen) 0-4, 53' Piet den Boer 0-5, 54' Rini Plasmans 0-6, 86' Jacob Posthuma 1-6                               |
| 6 september 1981 | DHC – Fortuna Sittard          | 2 – 0 (1 – 0)              | 43' Sjef de Poorter 1-0, 76' Hans Suiker (pen) 2-0 |
| 6 september 1981 | Unitas – DS '79                | 0 – 3 (0 – 2)              | 11' Harry van den Ham 0-1, 26' Anne Evers (pen) 0-2, 56' Anne Evers (pen) 0-3 |

## Tweede ronde
| Datum           | Wedstrijd                       | Uitslag                    | Scoreverloop |
| --------------- | ------------------------------- | -------------------------- | --- |
| 31 oktober 1981 | SC Cambuur – DS '79             | 0 – 2 (0 – 0)              | 74' Hakim Braham 0-1, 90' Hakim Braham 0-2 |
| 31 oktober 1981 | De Graafschap – NAC             | 0 – 2 (0 – 0)              | 53' Hans Neeskens 0-1, 62' Edy de Schepper 0-2 |
| 31 oktober 1981 | FC Haarlem – Roda JC            | 1 – 0 (0 – 0)              | 50' Joop Böckling 1-0 |
| 31 oktober 1981 | SC Heracles '74 – sc Heerenveen | 4 – 1 (3 – 0)              | 2' Han Unaola 1-0, 11' Hans Bossink 2-0, 32' Han Unaola 3-0, 83' Eddy Bosman 3-1, 88' Hans Mulder 4-1 |
| 31 oktober 1981 | MVV – SC Amersfoort             | 10 – 3 (5 – 2)             | 14' Willy van der Kuijlen 1-0, 18' Patrick Duijzings 2-0, 29' Peter Visee 2-1, 32' Bert van Marwijk 3-1, 38' Bert van Marwijk 4-1, 40' Patrick Duijzings 5-1, 41' Ton Gruters 5-2, 56' Willy van der Kuijlen 6-2, 60' Bert van Marwijk 7-2, 70' Cees Schapendonk 8-2, 80' Cees Schapendonk 9-2, 87' Bert van Marwijk 10-2, 90' Jan van Leijenhorst 10-3 |
| 31 oktober 1981 | N.E.C. – Go Ahead Eagles        | 4 – 3 n.v. (2 – 2) (1 – 0) | 11' Frans Janssen 1-0, 50' Frans Janssen 2-0, 80' Cees van Kooten (pen) 2-1, 87' Cees van Kooten 2-2, 92' Pleun Strik (pen) 3-2, 117' Albert Helsper 4-2, 120' Johnny Oude Wesselink 4-3 |
| 31 oktober 1981 | PEC Zwolle – FC Groningen       | 3 – 2 (1 – 1)              | 11' John Delamere 1-0, 12' Peter Houtman 1-1, 57' John Delamere 2-1, 84' Peter Houtman 2-2, 86' Chris Riemens 3-2 |
| 31 oktober 1981 | PSV – Telstar                   | 6 – 0 (4 – 0)              | 9' Ruud Geels 1-0, 11' Erwin Koeman 2-0, 15' Erwin Koeman 3-0, 26' René van de Kerkhof 4-0, 51' Hallvar Thoresen 5-0, 66' Erwin Koeman 6-0 |
| 31 oktober 1981 | FC Twente – FC VVV              | 5 – 1 (3 – 0)              | 6' Manuel Sánchez Torres 1-0, 18' Ferdi Rohde 2-0, 35' Ferdi Rohde 3-0, 47' Jos Rutten 3-1, 54' Romeo Zondervan 4-1, 85' Ferdi Rohde 5-1 |
| 31 oktober 1981 | SC Veendam – AZ '67             | 2 – 5 (0 – 1)              | 44' John Metgod 0-1, 59' Jan Peters 0-2, 67' Jan Korte 1-2, 72' Ronald Weijsters 1-3, 80' Kees (Pier) Tol 1-4, 86' Jos Roossien 2-4, 89' Kees (Pier) Tol 2-5 |
| 31 oktober 1981 | Vitesse – Feyenoord             | 1 – 3 n.v. (1 – 1) (1 – 0) | 35' Rudy Das 1-0, 82' André Stafleu 1-1, 114' Andrej Jeliazkov 1-2, 117' Jupp Kaczor 1-3 |
| 1 november 1981 | FC Amsterdam – FC Den Bosch '67 | 0 – 3 (0 – 2)              | 17' Martin Breuer 0-1, 22' Roger Schouwenaar 0-2, 78' Roger Schouwenaar 0-3 |
| 1 november 1981 | DHC – Ajax                      | 2 – 3 (0 – 1)              | 33' Tscheu La Ling 0-1, 47' Jesper Olsen 0-2, 49' Wim Kieft 0-3, 72' Hans de Ruijter (pen) 1-3, 76' Marcel van Buuren 2-3 |
| 1 november 1981 | Excelsior – Willem II           | 2 – 1 (0 – 0)              | 70' Eddy Ridderhof 1-0, 89' Rob McDonald 1-1, 90' Makkie Nijssen 2-1 |
| 1 november 1981 | Sparta Rotterdam – FC Volendam  | 4 – 2 (2 – 1)              | 13' Wim Tol 0-1, 20' Roelf-Jan Tiktak 1-1, 24' René van der Gijp 2-1, 53' Roelf-Jan Tiktak 3-1, 71' Jan (Barre) Molenaar 3-2, 77' Roelf-Jan Tiktak 4-2 |
| 1 november 1981 | FC Utrecht – FC Den Haag        | 2 – 0 (0 – 0)              | 78' Willy Carbo 1-0, 88' Willy Carbo 2-0 |

## Derde ronde
| Datum           | Wedstrijd                          | Uitslag                    | Scoreverloop |
| --------------- | ---------------------------------- | -------------------------- | --- |
| 16 januari 1982 | FC Den Bosch '67 – SC Heracles '74 | 3 – 4 n.v. (3 – 3) (0 – 0) | 57' Arie Romijn 0-1, 63' Hans Bossink 1-1, 70' Hendrie Krüzen 1-2, 76' Roger Schouwenaar 2-2, 85' Roger Schouwenaar 3-2, 90' Hans Bossink 3-3, 120' Hans Bossink 3-4 |
| 17 januari 1982 | DS '79 – Ajax                      | 1 – 0 (0 – 0)              | 67' Hakim Braham 1-0 |
| 17 januari 1982 | FC Haarlem – Excelsior             | 1 – 0 (1 – 0)              | 26' Luc Nijholt 1-0 |
| 17 januari 1982 | N.E.C. – MVV                       | 3 – 1 (1 – 0)              | 7' Günther Kurek 1-0, 69' John Vievermans 2-0, 74' Pleun Strik 3-0, 80' Cees Schapendonk 3-1                                                                         |
| 17 januari 1982 | Sparta Rotterdam – NAC             | 3 – 1 n.v. (1 – 1) (1 – 0) | 42' René van der Gijp 1-0, 78' Ton Lokhoff 1-1, 96' David Loggie 2-1, 107' Louis van Gaal 3-1                                                                        |
| 27 januari 1982 | AZ '67 – PSV                       | 2 – 0 (2 – 0)              | 31' Kees (Pier) Tol 1-0, 35' Kees (Pier) Tol 2-0 |
| 3 februari 1982 | PEC Zwolle – Feyenoord             | 1 – 0 (0 – 0)              | 87' Ron Jans 1-0 |
| 3 februari 1982 | FC Twente – FC Utrecht             | 1 – 2 (0 – 1)              | 44' Willy Carbo 0-1, 55' Martien Vreijsen 1-1, 63' Koos van Tamelen 2-1                                                                                              |

## Kwartfinales
| Datum            | Wedstrijd                          | Uitslag       | Scoreverloop |
| ---------------- | ---------------------------------- | ------------- | --- |
| 17 februari 1982 | DS '79 – FC Utrecht                | 1 – 1 (1 – 0) | 29' Harry van den Ham 1-0, 62' Jan Wouters 1-1 |
| 17 februari 1982 | N.E.C. – FC Haarlem                | 0 – 4 (0 – 3) | 15' Ruud Gullit 0-1, 25' Gerrie Kleton 0-2, 26' Ruud Gullit 0-3, 80' Andreas van der Veldt 0-4                                                                        |
| 20 februari 1982 | AZ '67 – PEC Zwolle                | 6 – 1 (3 – 0) | 10' Kees (Pier) Tol 1-0, 39' Kees Kist 2-0, 44' Kees (Pier) Tol 3-0, 63' Jan Hendriksen (e.d.) 4-0, 65' Chris Riemens 4-1, 79' Kees Kist 5-1, 87' Kristen Nygaard 6-1 |
| 20 februari 1982 | SC Heracles '74 – Sparta Rotterdam | 3 – 1 (2 – 1) | 10' Han Unaola 1-0, 19' Ronald Lengkeek 1-1, 20' Jed Kerr 2-1, 58' Jed Kerr 3-1                                                                                       |

replay
| Datum         | Wedstrijd                          | Uitslag       | Scoreverloop |
| ------------- | ---------------------------------- | ------------- | --- |
| 10 maart 1982 | FC Haarlem – N.E.C.                | 0 – 0         | |
| 10 maart 1982 | PEC Zwolle – AZ '67                | 2 – 3 (0 – 2) | 40' Jan Peters 0-1, 41' Jan Gaasbeek 0-2, 48' John van den Wildenberg 1-2, 55' Chris Riemens 2-2, 60' Kees (Pier) Tol 2-3 |
| 10 maart 1982 | Sparta Rotterdam – SC Heracles '74 | 4 – 0 (0 – 0) | 63' Louis van Gaal 1-0, 65' Ron van den Berg 2-0, 73' René van der Gijp 3-0, 90' René van der Gijp 4-0                    |
| 17 maart 1982 | FC Utrecht – DS '79                | 3 – 1 (2 – 0) | 29' Willy Carbo 1-0, 39' Gerard van der Lem 2-0, 76' Leo van Veen 3-0, 83' Cor Lems 3-1                                   |

## Halve finales
| Datum         | Wedstrijd                 | Uitslag       | Scoreverloop                                                   |
| ------------- | ------------------------- | ------------- | -------------------------------------------------------------- |
| 31 maart 1982 | FC Haarlem – FC Utrecht   | 0 – 0         |                                                                |
| 31 maart 1982 | Sparta Rotterdam – AZ '67 | 1 – 2 (1 – 1) | 23' Ronald Lengkeek 1-0, 37' Kees Kist 1-1, 67' Jos Jonker 1-2 |

replay
| Datum         | Wedstrijd                 | Uitslag       | Scoreverloop                                     |
| ------------- | ------------------------- | ------------- | ------------------------------------------------ |
| 28 april 1982 | AZ '67 – Sparta Rotterdam | 1 – 0 (0 – 0) | 51' Kees Kist 1-0                                |
| 28 april 1982 | FC Utrecht – FC Haarlem   | 2 – 0 (1 – 0) | 30' Edward Metgod (e.d.) 1-0 86' Willy Carbo 2-0 |

## Finale

### Heenwedstrijd
|                               |                |               |        |                                                                          |
| 12 mei 1982 Finale KNVB Beker | FC Utrecht     | 1 – 0 (1 – 0) | AZ '67 | Veemarktterrein, Utrecht Toeschouwers: 10.200 Scheidsrechter: Bep Thomas |
| 12 mei 1982 Finale KNVB Beker | Jan Wouters 4' |               |        | Veemarktterrein, Utrecht Toeschouwers: 10.200 Scheidsrechter: Bep Thomas |

| Utrecht | AZ '67 |

| FC Utrecht:    |                    |                           |
|                |                    |                           |
| DM             | Hans van Breukelen |                           |
| RB             | Gerard Tervoort    |                           |
| CV             | Jan van den Akker  |                           |
| CV             | Ton du Chatinier   |                           |
| LB             | Mark Verkuijl      |                           |
| CM             | Jan Wouters        |                           |
| CM             | Wim Flight         |                           |
| CM             | Frans Adelaar      |                           |
| RV             | Gert Kruys         | Werd van het veld gehaald |
| SP             | Willy Carbo        |                           |
| LV             | Gerard van der Lem | Werd van het veld gehaald |
| Wisselspelers: |                    |                           |
| LV             | Bert Gozems        | Werd in het veld gebracht |
| MV             | Ton de Kruijk      | Werd in het veld gebracht |
| Trainer:       |                    |                           |
| Han Berger     |                    |                           |

| AZ '67:       |                      |                           |
|               |                      |                           |
| DM            | Eddy Treijtel        |                           |
| RB            | John Metgod          |                           |
| CV            | Ronald Spelbos       |                           |
| CV            | Hugo Hovenkamp       |                           |
| LB            | Richard van der Meer |                           |
| CM            | Jan Peters           |                           |
| CM            | Jos Jonker           |                           |
| CM            | Kees (Pier) Tol      | Werd van het veld gehaald |
| RV            | Franz Oberacher      |                           |
| CF            | Kees Kist            |                           |
| LV            | Kristen Nygaard      |                           |
| Wisselspeler: |                      |                           |
| MV            | Jan Gaasbeek         | Werd in het veld gebracht |
| Trainer:      |                      |                           |
| Georg Keßler  |                      |                           |

### Terugwedstrijd
|                               |                                                                 |               |                 |                                                                           |
| 18 mei 1982 Finale KNVB Beker | AZ '67                                                          | 5 – 1 (1 – 1) | FC Utrecht      | Alkmaarderhout, Alkmaar Toeschouwers: 12.000 Scheidsrechter: Henk Weerink |
| 18 mei 1982 Finale KNVB Beker | Franz Oberacher 18' Kees Kist 46', 57' (pen.), 76' Pier Tol 77' |               | 27' Willy Carbo | Alkmaarderhout, Alkmaar Toeschouwers: 12.000 Scheidsrechter: Henk Weerink |

| AZ '67 | Utrecht |

| AZ '67:       |                      |                           |
|               |                      |                           |
| DM            | Eddy Treijtel        |                           |
| RB            | John Metgod          |                           |
| CV            | Ronald Spelbos       |                           |
| CV            | Hugo Hovenkamp       |                           |
| LB            | Richard van der Meer |                           |
| CM            | Jan Peters           | Kreeg geel                |
| CM            | Jos Jonker           |                           |
| CM            | Kees (Pier) Tol      |                           |
| RV            | Franz Oberacher      | Werd van het veld gehaald |
| SP            | Kees Kist            |                           |
| LV            | Kristen Nygaard      |                           |
| Wisselspeler: |                      |                           |
| MV            | Jan Gaasbeek         | Werd in het veld gebracht |
| Trainer:      |                      |                           |
| Georg Keßler  |                      |                           |

| FC Utrecht: |                    |            |
|             |                    |            |
| GK          | Hans van Breukelen |            |
| RB          | Gerard Tervoort    |            |
| CB          | Jan van den Akker  |            |
| CB          | Ton du Chatinier   |            |
| LB          | Koos van Tamelen   |            |
| CM          | Jan Wouters        |            |
| CM          | Wim Flight         |            |
| CM          | Frans Adelaar      |            |
| RW          | Gert Kruys         |            |
| CF          | Willy Carbo        |            |
| LW          | Gerard van der Lem | Kreeg geel |
| Trainer:    |                    |            |
| Han Berger  |                    |            |

| KNVB Beker 1980/81 |
| ------------------ |
| AZ '67 Derde titel |